# 銀シャリの炊きたてふっくらじお
銀シャリの炊きたてふっくらじお（ぎんシャリのたきたてふっくらじお）は、吉本興業所属のお笑いコンビ、銀シャリ（鰻 和弘・橋本 直）がパーソナリティをつとめ、KBS京都が放送していたラジオ番組。

## 概要
放送を開始したのは2010年10月7日、木曜（18:00-19:00、19:30-21:00）であった。 18:00-19:00を1部、19:30-21:00を2部とし、生放送の時は2人とも、19:00からの広瀬香美 ラジオdeフォロ〜ミ〜を聴くのを楽しみしていた。KBS京都のアナウンサー 木村寿伸（ニックネームはウィンちゃん）は2部に出演していた。
その後、2011年4月10日より日曜（13:00-14:00）に移動。木村は不定期出演。基本的には2本撮りで収録している。

## 番組の流れ
オープニングトーク
主に、先週あった出来事や京都散策コースなど、10-15分話す。
メッセージテーマ
毎週、決められたテーマでメッセージを募集し、リスナーからのお便りを紹介する。
コーナー
1コーナーだいたい5-10分くらいで、毎週2つほど行う。
エンディング
コーナー後、ちょっとしたトークを交えて番組終了へ。

## 番組の特徴
- 番組冒頭のトークでは、よく京都散策の感想を話す。収録前後に時間があればそれぞれ京都散策を楽しみ、どちらが京都を愛しているか競っている。
- 木曜放送の番組特製オリジナルステッカーの曜日表記が“Fri.”になっていた。
- 木村が「バスタオルは3回ほど使用してから洗濯する」と発言してしまったため、銀シャリの2人に「バスタオルを洗わない木村さん」などとたびたび話題にされるが、最近はちゃんと洗っている。木村いわく「雑菌アナウンサーとは呼ばれたくない。」とのこと。
- リスナーに何かプレゼントをするときは何故か鰻が自腹で払うのがお約束となっている。DVD『ギンギラ銀にシャリげなく』は合計6本購入、番組特製缶バッジ5個分の製作費も鰻が出している。DVDのプレゼント当選者は“うなちゃんクイズ”正解者などから選ばれた。「鰻の姉の好きな食べ物は？」という問題に正解したリスナーはいなかった。答えは「大福」。
- 2011年3月10日はバイク川崎バイク・さわやかん榎田、2013年6月2日と6月9日はヘンダーソン、2013年7月14日と7月21日はラフ次元をゲストに迎えて放送した。
- 不定期で公開生放送も行われる。2011年6月5日、10月2日には天竺鼠、2012年3月18日にはかまいたち・藤崎マーケット、2012年7月1日には藤崎マーケットと共に放送した。
- 2011年11月17日の収録では橋本が虫垂炎の治療で休養していた為、11月20日放送分は鰻1人、11月27日放送分は鰻とタナからイケダの3人で放送した。鰻はこの日の収録では非常に緊張していた。鰻1人での放送収録前にディレクターから「間を空けずに喋ってください」と言われた鰻は「息を吸う間が放送事故になるのではないか」と思い、収録中はできるだけ早く息を吸った。また、「スーッ」というブレス部分は編集で削ってもらったらしい。[1]
- 2012年6月13日の収録では、鰻が遅刻をして橋本とディレクターを2時間待たせた。遅刻の原因は二度寝だった。リスナーへのお詫びに銀シャリのDVDを鰻がプレゼントした。
- 2013年11月17日は、13時に移動してから初めてスタジオからの生放送だった。収録日が確保できなかったため生放送が決定した。

## 番組コーナー
ねぇねぇうなちゃん!
鰻への素朴な疑問質問を募集し、鰻が答えるコーナー。
勝手に売り込みます!!
おすすめのモノの魅力を勝手に紹介するコーナー。

### 終了したコーナー
- ガリ勉鰻君。

リスナーの知りたいことを鰻がしっかり1週間かけて調べ、カンペなしで発表する。
- あげあしをとりましょう

世の中のつっこみたいことを送って貰い、紹介するコーナー。
- 偉人達の格言

誰かに言われた衝撃的な一言などを紹介する。木村寿伸進行コーナー。
- にょろっと鰻の大解剖

リスナーから寄せられた単語について鰻がどう思っているか、徹底的に鰻に聞く。
- あの職業の専売特許

“たぶんこの職業の人はこんなギャグを考えているんだろう”というものを送って貰うコーナー。橋本のうまいこと言うノリが炸裂する。
- この歌のここめっちゃ気持ちいい！

気持ちいいと思う歌の一部分を聴くコーナー。毎回、橋本が歌い過ぎるため、鰻が橋本の喉を心配する。
- ものの気持ちを考えよう！

世の中にある色んな“もの”はきっとこんな気持ちなんだろう、という事を考えるコーナー。毎週、決められたお題で募集する。
- 究極のフィフティーフィフティー

究極の2択の投票結果が“50％50％”になる事を目指すコーナー。
- こんな曲聴きたいねん

毎週、決められたお題で歌を募集し、歌の一部を数曲聴く。
- 早口言葉選手権

リスナーから寄せられた早口言葉に挑戦する。